# 구리시체육관
구리시체육관(九里市體育館)은 경기도 구리시 체육관로131에 있는 실내체육관이다. 2005년부터 2018년까지 WKBL 구리 KDB생명 위너스가 홈경기장으로 사용했다.